# Торніке Кіпіані
Торніке Кіпіані (груз. თორნიკე ყიფიანი; нар. 11 грудня 1987, Тбілісі) — грузинський співак, переможець першого сезону X Factor'а в Грузії у 2014 році. Був обраний для представлення своєї країни на пісенному конкурсі Євробачення 2020 року, де мав виступити з піснею «Take Me as I am» (укр. «Прийміть мене таким, який я є»). Однак конкурс скасували через пандемію COVID-19. Натомість співак представив Грузію в другому півфіналі на Євробаченні 2021 року із піснею «You», не потрапивши до фіналу.

## Пісні
- 2017: «You Are My Sunshine» (укр. «Ти моє сонечко») (з Георгієм Болоташвілі);
- 2020: «Take Me as I Am» (укр. «Прийміть мене таким, який я є»).